# Peter Schremmer
Peter Schremmer (* 1940) ist ein deutscher Bildhauer.

## Leben und Werk
Zur Vita Schremmers liegen kaum Informationen vor. Er arbeitete in Leipzig freischaffend als Bildhauer und war bis 1990 Mitglied des Verbands Bildender Künstler der DDR. 

## Werke im öffentlichen Raum Leipzigs

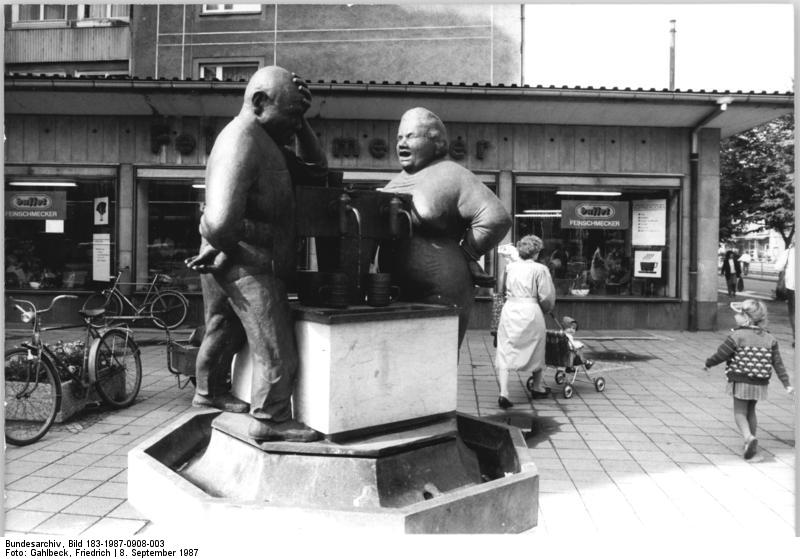
Brunnenfiguren Ausschank in Leipzig (1987)

- Ausschank (1986, Brunnenfiguren; Ecke Karl-Liebknecht/Richard-Lehmann Straße)[1]
- Freizeit und Erholung (1986, Plastik aus farbigem Beton, ca. 3 m × 2,50 Meter; Alte Salzstraße 143)[2]

## Teilnahme an zentralen und wichtigen regionalen Ausstellungen in der DDR
- 1977: Leipzig, Messehaus am Markt („Kunst und Sport“)
- 1979 und 1985: Leipzig, Bezirkskunstausstellungen